# 임선동
임선동(林仙東, 1973년 8월 4일 ~ )은 대한민국의 야구 선수, 지도자로 전 KBO 리그 LG 트윈스와 현대 유니콘스의 투수였다. 덕수중학교와 연세대학교 야구부 코치를 지냈으며, 현재는 부천진영고등학교 야구부 감독이다.

## 프로 입단 이전
휘문고등학교를 졸업하고 LG 트윈스의 1차 지명을 받았으나, 연세대학교 사회체육학과에 입학했다. 휘문고등학교 시절부터 임선동은 여러 프로야구단들로부터 주목을 받았을 만큼 대형 투수 유망주였다. 연세대학교 시절에는 야구 국가대표팀으로 선발되어 애틀랜타 올림픽에 참가했다.(그 해 대한민국 국가대표팀은 최하위를 기록했다.) 연세대학교 사회체육학과 4학년 때 현대 피닉스에 계약금 7억 원의 조건으로 입단했지만, 이와는 별도로 일본 프로 야구 팀 다이에 호크스 입단을 희망하였다. 그러나 지명권을 주장한 LG 트윈스와 마찰을 빚었다. 결국 2년간의 법정 공방을 통해 일본행이 무산되었고, 법원에서 조정안을 내놓은 끝에 LG 트윈스에 입단하였다.

## 프로 선수 생활

### LG 트윈스시절
입단 첫 해 11승 7패 평균자책 3.52로 LG 트윈스 선발진의 한 축으로 활약했다. 그러나 이듬해 1998년 시즌 프로 2년차 징크스를 겪으면서 크게 부진했다.

### 현대 유니콘스시절
1999년 1월 안병원을 상대로 현대 유니콘스로 현금 트레이드됐다. 현대 이적 첫 해에는 이렇다 할 성적을 내지 못했으나, 김시진 투수코치의 조련을 받은 후 이듬해 2000년 시즌 잠재력이 터져 18승 4패 평균자책 3.36, 174개의 탈삼진을 기록하면서 다승왕, 탈삼진왕을 동시에 거둔다. 이 시즌에는 정민태, 김수경과 함께 다승 공동 18승을 기록했었고, 골든 글러브 투수부문을 받았으며 애틀랜타에 이어 시드니 올림픽에도 출전하여 동메달도 획득했다.
그 후에도 2001년에는 14승, 2002년에는 8승을 해 주면서 나름 선발 투수로써의 기본 역할은 해 주었으나 부상과 재활 훈련 미비 등으로 인해 2003년 이후로 한번도 승리를 챙기지 못한 채 2007년 시즌 후에 방출당하고 곧바로 은퇴한다.

## 출신학교
- 서울사당초등학교
- 휘문중학교
- 휘문고등학교
- 연세대학교 사회체육학과 92학번

## 통산 기록
| 연 도           | 소 속           | 나 이           | 승 리 | 패 전 | 승 률 | 평 자 책 | 출 장 | 선 발 | 완 투 | 완 봉 | 세 이 브 | 홀 드 | 이 닝 | 피 안 타 | 피 홈 런 | 볼 넷 | 고 4 | 탈 삼 진 | 몸 맞 | 보 크 | 폭 투 | 실 점 | 자 책 | 타 자 수 | W H I P |
| --------------- | --------------- | --------------- | ----- | ----- | ----- | -------- | ----- | ----- | ----- | ----- | -------- | ----- | ----- | -------- | -------- | ----- | ---- | -------- | ----- | ----- | ----- | ----- | ----- | -------- | ------- |
| 1997            | LG              | 25              | 11    | 7     | .611  | 3.52     | 22    | 22    | 0     | 0     | 0        | 0     | 135.2 | 129      | 10       | 34    | 2    | 77       | 13    | 0     | 0     | 55    | 53    | 564      | 1.20    |
| 1998            | LG              | 26              | 1     | 6     | .143  | 6.94     | 15    | 12    | 0     | 0     | 0        | 0     | 59.2  | 71       | 11       | 20    | 0    | 29       | 7     | 0     | 0     | 53    | 46    | 267      | 1.53    |
| 1999            | 현대            | 27              | 0     | 1     | .000  | 8.05     | 9     | 2     | 0     | 0     | 0        | 0     | 19.0  | 33       | 3        | 5     | 0    | 10       | 2     | 0     | 0     | 19    | 17    | 90       | 2.00    |
| 2000            | 현대            | 28              | 18    | 4     | .818  | 3.36     | 29    | 29    | 1     | 1     | 0        | 0     | 195.1 | 177      | 13       | 61    | 0    | 174      | 7     | 0     | 8     | 75    | 73    | 802      | 1.22    |
| 2001            | 현대            | 29              | 14    | 9     | .609  | 4.40     | 24    | 24    | 5     | 1     | 0        | 0     | 159.2 | 201      | 10       | 43    | 0    | 77       | 3     | 0     | 2     | 84    | 78    | 681      | 1.53    |
| 2002            | 현대            | 30              | 8     | 6     | .571  | 4.51     | 21    | 20    | 0     | 0     | 1        | 0     | 105.2 | 118      | 12       | 24    | 0    | 61       | 7     | 0     | 2     | 58    | 53    | 457      | 1.34    |
| 2003            | 현대            | 31              | 0     | 2     | .000  | 9.45     | 4     | 4     | 0     | 0     | 0        | 0     | 13.1  | 23       | 2        | 3     | 0    | 4        | 1     | 0     | 0     | 14    | 14    | 64       | 1.95    |
| 2004            | 현대            | 32              | 0     | 0     | ----  | 17.18    | 2     | 2     | 0     | 0     | 0        | 0     | 3.2   | 9        | 0        | 3     | 0    | 11       | 3     | 0     | 0     | 7     | 7     | 26       | 3.27    |
| 2005            | 현대            | 33              | 0     | 1     | .000  | 17.18    | 3     | 2     | 0     | 0     | 0        | 0     | 3.2   | 9        | 0        | 3     | 0    | 3        | 0     | 0     | 0     | 7     | 7     | 21       | 3.27    |
| 2006            | 현대            | 34              | 0     | 0     | ----  | 0.00     | 1     | 0     | 0     | 0     | 0        | 0     | 1.0   | 1        | 0        | 0     | 0    | 0        | 0     | 0     | 0     | 0     | 0     | 4        | 1.00    |
| KBO 통산 : 10년 | KBO 통산 : 10년 | KBO 통산 : 10년 | 52    | 36    | .591  | 4.50     | 130   | 117   | 6     | 2     | 1        | 0     | 696.2 | 771      | 61       | 196   | 2    | 436      | 43    | 0     | 12    | 372   | 348   | 2976     | 1.39    |

- 시즌 기록 중 굵은 글씨는 해당 시즌 리그 최고 기록

## 참조
1. ↑  '은퇴' 임선동, "현대는 잊을 수 없는 친정 팀" - OSEN
2. ↑  '원조 풍운아' 임선동은 뭐 하나 《Osen》, 2005년 8월 22일